# برايان كيلي (لاعب كرة قدم)
برايان كيلي (بالإنجليزية: Brian Kelly)‏ (22 مايو 1943 في المملكة المتحدة - 2 أغسطس 2018) هو لاعب كرة قدم بريطاني في مركز الدفاع. لعب مع برادفورد سيتي ونادي دونكاستر روفرز ونادي يورك سيتي.